# Modena (tỉnh)
Tỉnh Modena (Tiếng Ý: Provincia di Modena) là một tỉnh ở vùng Emilia-Romagna của Ý. Tỉnh lỵ là thành phố Modena.
Tỉnh này có diện tích 2.689 km², tổng dân số là 659.925 (2005). Có 47 đô thị ở trong tỉnh này  Lưu trữ ngày 7 tháng 8 năm 2007 tại Wayback Machine, xem Các đô thị tỉnh Modena.
Tại thời điểm ngày 31 tháng 5 năm 2005, các đô thị chính xếp theo dân số là:
| Đô thị                | Dân số  |
| --------------------- | ------- |
| Modena                | 180.325 |
| Carpi                 | 64.056  |
| Sassuolo              | 41.668  |
| Formigine             | 31.126  |
| Castelfranco Emilia   | 27.473  |
| Mirandola             | 22.825  |
| Vignola               | 22.518  |
| Fiorano Modenese      | 16.477  |
| Maranello             | 16.248  |
| Pavullo nel Frignano  | 16.159  |
| Finale Emilia         | 15.349  |
| Soliera               | 14.110  |
| Nonantola             | 13.746  |
| Castelnuovo Rangone   | 12.859  |
| Spilamberto           | 11.321  |
| Novi di Modena        | 10.922  |
| San Felice sul Panaro | 10.459  |
| Castelvetro di Modena | 10.325  |